# Dasylirion
Dasylirion is een geslacht uit de aspergefamilie. De soorten komen voor in het zuidwesten van de Verenigde Staten.

## Soorten
- Dasylirion acrotrichum
- Dasylirion berlandieri
- Dasylirion cedrosanum
- Dasylirion durangense
- Dasylirion gentryi
- Dasylirion slaucophyllum
- Dasylirion graminifolium
- Dasylirion leiophyllum
- Dasylirion longissimum
- Dasylirion longistylum
- Dasylirion lucidum
- Dasylirion miquihuanense
- Dasylirion occidentalis
- Dasylirion palaciosii
- Dasylirion parryanum
- Dasylirion quadrangulatum
- Dasylirion sereke
- Dasylirion serratifolium
- Dasylirion simplex
- Dasylirion texanum
- Dasylirion treleasei
- Dasylirion wheeleri